# Медик, Валерий Алексеевич
Валерий Алексеевич Медик (род. 4 августа 1954 года, Тбилиси, ГрССР, СССР) — российский учёный в области общественного здоровья и здравоохранения, доктор медицинских наук (1996), профессор (1997), Заслуженный врач Российской Федерации (1998), член-корреспондент РАМН (2000), Лауреат премии Правительства Российской Федерации в области науки и техники (2009), член-корреспондент РАН (2014).

## Биография
В 1977 году — окончил Ленинградский медицинский институт.
В 1983 году — окончил клиническую ординатуру по специальности «Социальная гигиена и организация здравоохранения» в Московском стоматологическом институте имени Н. А. Семашко.
в 1987 году — назначен на должность первого заместителя заведующего Новгородским облздравотделом по лечебной работе.
В 1993 году — назначен председателем Комитета по охране здоровья населения Администрации Новгородской области, заведующий кафедрой социальной медицины, экономики и управления здравоохранением института медицинского образования Новгородского государственного университета имени Ярослава Мудрого.
В 1999 году — назначен, а затем избран по конкурсу директором Новгородского научного центра Северо-Западного отделения РАМН.
В 2000 году избран членом-корреспондентом РАМН.
В 2014 году стал членом-корреспондентом РАН (в рамках присоединения РАМН и РАСХН к РАН).
В настоящее время — заведующий кафедрой, Кафедра общественного здоровья, здравоохранения и общей гигиены Новгородского государственного университета имени Ярослава Мудрого

## Научная и общественная деятельность
В 1990 году защитил кандидатскую диссертацию, в 1996 году — докторскую на тему «Комплексное санитарно-гигиеническое исследование динамики здоровья населения и обоснование концептуальной модели реформы здравоохранения на региональном уровне (на примере Новгородской области)».
Основная область научных интересов В. А. Медика — проблемы общественного здоровья, экономики, совершенствование управления системой здравоохранения, медицинская статистика. Является автором более 200 научных трудов, в том числе 5 учебников и 13 учебных пособий; 22 монографий; 6 методических рекомендаций (утвержденных МЗиСР РФ, РАМН) по дисциплинам «Общественное здоровье и здравоохранение», «Медицинская статистика». Под научной редакцией Медика В. А. вышло 6 сборников научных трудов сотрудников Новгородского научного центра Северо-Западного отделения РАМН.
По данным научной электронной библиотеки eLIBRARY.ru индекс Хирша профессора Медика В. А. составляет 30. Медик В. А. является соавтором 16 патентов РФ.
Член редакционной коллегии журнала «Проблемы социальной гигиены, здравоохранения и истории медицины», член редакционного совета журнала «Здравоохранение Российской Федерации».

## Награды и звания
- Заслуженный врач Российской Федерации (1998)[2] — за заслуги в области здравоохранения и многолетнюю добросовестную работу.
- Лауреат премии Правительства Российской Федерации в области науки и техники (2009)[3] (в составе группы) — за разработку и практическое применение принципов мониторинга здоровья населения — основы совершенствования здравоохранения Российской Федерации.

## Основные научные труды
- Медик В. А., Токмачев М. С. Математическая статистика в медицине и биологии / Новгор. гос. ун-т им. Ярослава Мудрого. — Новгород, 1998. — 242 с.
- Медик В. А., Токмачев М. С. Руководство по статистике здоровья и здравоохранения. — М.: ОАО "Издательство «Медицина», 2006. — 528 с. — ISBN 5-225-03984-7.
- Медик В. А., Токмачев М. С.' 'Математическая статистика в медицине: Учебное пособие. — М.: Финансы и статистика, 2007. — 800 с. — ISBN 9785279031955.
- Медик В. А., Токмачев М. С. Статистика здоровья населения и здравоохранения: учеб. пособие. — М.: Финансы и статистика, 2009. — 368 с. — ISBN 978-5-279-03372-0.
- Здоровье населения региона и приоритеты здравоохранения / под ред. акад. РАМН, проф. О. П. Щепина, член-корр. РАМН, проф. В. А. Медика. — М.: ГЭОТАР-Медиа, 2010. — 384 с. — ISBN 978-5-9704-1712-6.
- Медик В. А., Юрьев В. К. Общественное здоровье и здравоохранение: учебник. / 3-е изд. перераб. и доп. — М.: ГЭОТАР-Медиа, 2010. — 288 с. — ISBN 978-5-9704-1782-9.
- Щепин О. П., Медик В. А. Общественное здоровье и здравоохранение: учебник. — М.: ГЭОТАР-Медиа, 2012. — 592 с. — ISBN 978-5-9704-2216-8.
- Медик В. А., Осипов А. М. Общественное здоровье и здравоохранение: медико-социологический анализ. — М.: Инфра-М, 2012. — 358 с. — ISBN 978-5-369-00953-6.
- Медик В. А., Юрьев В. К. Общественное здоровье и здравоохранение: учебник. / 2-е изд. перераб. и доп. — М.: ГЭОТАР-Медиа, 2014. — 608 с. — ISBN 978-5-9704-3048-4.
- Медик В. А., Лисицин В. И., Прохорова А. В. Общественное здоровье и здравоохранение: практикум. — М.: ГЭОТАР-Медиа, 2014. — 144 с. — ISBN 978-5-9704-2869-6.
- Общественное здоровье и здравоохранение. Национальное руководство / под ред. В. И. Стародубова, О. П. Щепина и др. — М.: ГЭОТАР-Медиа, 2014. — 624 с. — ISBN 978-5-9704-2909-9.
- Медик В. А., Лисицин В. И. Общественное здоровье и здравоохранение. — М.: ГЭОТАР-Медиа, 2017. — 496 с. — ISBN 978-5-9704-4284-5.
- Медик В. А. Общественное здоровье и здравоохранение: учебник / 3-е изд., испр. и доп. — М.: ГЭОТАР-Медиа, 2018. — 656 с. — ISBN 978-5-9704-4290-6.
  - 4-е изд., перераб. — М.: ГЭОТАР-Медиа, 2021. — 672 с. — ISBN 978-5-9704-5737-5.
  - 5-е изд., перераб. — М.: ГЭОТАР-Медиа, 2024. — 656 с. — ISBN 978-5-9704-8662-7.
- Медик В. А., Лисицин В. И., Токмачев М. С. Общественное здоровье и здравоохранение: руководство к практическим занятиям: учебное пособие / 2-е изд., испр. и доп. — М.: ГЭОТАР-Медиа, 2018. — 464 с. — ISBN 978-5-9704-4291-3.
- Медик В. А., Токмачев М. С. Математическая статистика в медицине в 2 т. Том 1: учебное пособие для бакалавриата, специалитета и магистратуры / 2-е изд., пер. и доп. — М.: Издательство Юрайт, 2019. — 471 с. — ISBN 978-5-534-07583-0, ISBN 978-5-534-07585-4.
- Медик В. А., Токмачев М. С. Математическая статистика в медицине в 2 т. Том 2: учебное пособие для бакалавриата, специалитета и магистратуры / 2-е изд. — М.: Издательство Юрайт, 2019. — 347 с. — ISBN 978-5-534-11958-9, ISBN 978-5-534-07585-4.
- Медик В. А., Токмачев М. С. Математическая статистика в медицине в 2 т. Том 1: учебное пособие для СПО / 2-е изд., пер. и доп. — М.: Издательство Юрайт, 2019. — 471 с. — ISBN 978-5-534-07589-2, ISBN 978-5-534-07590-8.
- Медик В. А., Токмачев М. С. Математическая статистика в медицине в 2 т. Том 2: учебное пособие для СПО / 2-е изд., пер. и доп. — М.: Издательство Юрайт, 2018. — 347 с. — ISBN 978-5-534-07587-8, ISBN 978-5-534-07590-8.
- Медик В. А. Заболеваемость населения: история, современное состояние и методология изучения / 2-е изд., перераб. и доп. — Москва: КНОРУС, 2023. — 526 с. — ISBN 978-5-406-11162-8.
- Медик В. А., Лисицин В. И., Токмачев М. С. Общественное здоровье и здравоохранение: руководство к практическим занятиям: учебное пособие / 3-е изд., перераб. — М.: ГЭОТАР-Медиа, 2024. — 496 с. — ISBN 978-5-9704-8391-6.